# Lukáš Melník
Lukáš Melník (* 31. května 1981 Šumperk) je český herec, režisér, scenárista a producent.

## Životopis
Vystudoval SOŠ se zaměřením na cestovní ruch a poté činoherní herectví na Janáčkově akademii múzických umění v Brně. Ihned po absolvování nastoupil do angažmá v ostravském Divadle Petra Bezruče. V roce 2015 získal Cenu Thálie pro mladého činoherce do 33 let. V roce 2013 napsal spolu s Marcelem Škrkoněm scénář k thrilleru Isabel, v němž také ztvárnil hlavní roli, režíroval jej a produkoval.
V roce 2017 ztvárnil jednu z hlavních rolí v dramatu Miroslava Krobota Kvarteto. Kvůli roli se naučil hrát na violu. Televiznímu publiku se představil v seriálu Ulice v roli Honzy nebo v krimiseriálu Místo zločinu Ostrava, kde ztvárnil patologa Václava Kozderku. V roce 2021 ztělesnil Josefa Čejku v historické minisérii Božena.

## Filmografie
| Rok       | Název                 | Role                      | Poznámky                                                     |
| --------- | --------------------- | ------------------------- | ------------------------------------------------------------ |
| 2007      | Četnické humoresky    | výtržník                  | televizní seriál, díly: „Skokan“ a „Epilog“                  |
| 2008      | Máj                   | voják                     |                                                              |
| 2008      | Ztracený princ        | válečník v krčmě          | televizní film                                               |
| 2008      | Kriminálka Anděl      |                           | televizní seriál                                             |
| 2009      | 3 sezóny v pekle      | voják                     |                                                              |
| 2012      | L'olimpiade nascosta  | Kasimir                   | televizní film                                               |
| 2012      | Zázraky života        |                           | televizní seriál, díl: „Navždy spolu“                        |
| 2013      | Isabel                | Morel                     | také režisér, scenárista a producent                         |
| 2013      | Pestré vrstvy         | Ivan                      | televizní film                                               |
| 2014      | Případy 1. oddělení   | Měrka                     | televizní seriál, díl: „Smrt novináře“                       |
| 2014–2016 | Rozsudek              | Pavel Lahvička, Jan Vacek | televizní seriál, díly: „Náhodný výstřel“ a „Výstřel z kuše“ |
| 2015      | Mamon                 | Jakub Zídek               | televizní minisérie                                          |
| 2015      | Jan Hus               | bratr Jakub               | televizní film                                               |
| 2015      | Tetovaný námořník     |                           | studentský film                                              |
| 2016      | Pět mrtvých psů       | Zdeněk Pluskal            | televizní minisérie                                          |
| 2016      | Polda                 | Adam Knop                 | televizní seriál, díl: „Ztracený syn“                        |
| 2017      | Kvarteto              | Robert                    |                                                              |
| 2017      | Až po uši             |                           | televizní seriál                                             |
| 2017      | Policie Modrava       | Michal Provazník          | televizní seriál, díl: „Žena, která odešla před obědem“      |
| 2017      | Poslední vízum        |                           | televizní seriál                                             |
| 2017–2019 | Specialisté           | Jáchym Bergr              | televizní seriál, díly: „Nový život“ a „Burzovní horečka“    |
| 2018      | Dukla 61              |                           | televizní film                                               |
| 2018      | Metanol               | Martin Frýda              | televizní film                                               |
| 2018      | Svázaná               |                           | studentský film                                              |
| 2018      | Toman                 | František Kuracina        |                                                              |
| 2018      | Dáma a Král           |                           | televizní seriál, díl: „Zapomenutá vražda“                   |
| 2018      | Vzteklina             | Jan Kouba                 | televizní seriál                                             |
| 2018      | Rédl                  | Bašta                     | televizní seriál                                             |
| 2018      | Der Prag-Krimi        | Marek Kafka               | televizní seriál                                             |
| 2018      | Ulice                 | Honza                     | televizní seriál                                             |
| 2020      | Místo zločinu Ostrava | Václav Kozderka           | televizní seriál                                             |
| 2020      | Hovor                 | Tomáš                     | studentský film                                              |
| 2020      | Stockholmský syndrom  | Petr                      | televizní minisérie                                          |
| 2020      | Taxikář               | Patrik                    |                                                              |
| 2021      | Božena                | Josef Čejka               | televizní minisérie                                          |
| 2021      | Anatomie života       | René Janoušek             | televizní seriál                                             |
| 2021      | Zbožňovaný            | lékař                     |                                                              |
| 2022      | Guru                  | Radek                     | televizní minisérie                                          |
| 2022      | Stíny v mlze          | Emil Procházka            | televizní seriál, díl: Prank                                 |

## Divadelní role, výběr
- 2009 George Orwell: 1984, Ampleforth, stařec a Goldstein 6, Divadlo Petra Bezruče, režie Jan Mikulášek
- 2012 Boris Vian, Petr Maška: Pěna dní, Nicolas, Divadlo Petra Bezruče, režie Anna Petrželková
- 2013 Daniel Craig Jackson: Můj romantický příběh, Calvin, Divadlo Petra Bezruče, režie Daniel Špinar
- 2013 Nikolaj Vasiljevič Gogol: Revizor, Ivan Alexandrovič Chlestakov, Divadlo Petra Bezruče, režie Martin Františák
- 2014 Jaroslav Havlíček, Martin Velíšek, Ivan Rajmont: Petrolejové lampy, Pavel Malina, Divadlo Petra Bezruče, režie Martin Františák
- 2016 William Shakespeare: Richard III., Richard III., Divadlo Petra Bezruče, režie Janka Ryšánek Schmiedtová
- 2016 Jaroslav Žák, Hana Burešová: Škola základ života, Jindřich Benetka, Divadlo Petra Bezruče, režie Janka Ryšánek Schmiedtová
- 2018 Tomáš Vorel, Lumír Tuček: Kouř, Václav Křížek, Divadlo Petra Bezruče, režie Adam Svozil a Kristýna Kosová
- 2019 Henrik Ibsen, Anna Saavedra: Heda Gablerová: Teorie dospělosti, Jørgen Tesman, Divadlo Petra Bezruče, režie Janka Ryšánek Schmiedtová
- 2019 Michail Bulgakov: Mistr a Markétka, Mistr, Matouš Lévi a tajemník Piláta Pontského, Divadlo Petra Bezruče, režie Alexandr Minajev